# Peter Kviečinský
Peter Kviečinský (* 27. März 1981 in Bratislava) ist ein ehemaliger slowakischer Squashspieler.

## Karriere
Peter Kviečinský spielte von 2008 bis 2010 auf der PSA World Tour und erreichte seine höchste Platzierung in der Weltrangliste mit Rang 194 im November 2009. Mit der slowakischen Nationalmannschaft nahm er seit seinem Debüt 2008 mehrere Male an Europameisterschaften teil. Im Einzel stand er sechsmal im Hauptfeld der Europameisterschaft: 2006, 2007, 2011, 2013 und 2015 schied er dabei jeweils in der ersten Runde aus, während ihm 2008 der Einzug in die zweite Runde gelang. 2014 wurde er slowakischer Landesmeister.

## Erfolge
- Slowakischer Meister: 2014